# Lecania leucopyga
Lecania leucopyga là một loài ruồi trong họ Asilidae. Lecania leucopyga được Wiedemann miêu tả năm 1828. Loài này phân bố ở vùng Tân nhiệt đới.